# Eunice Kennedy Shriver
Eunice Mary Kennedy Shriver (ur. 10 lipca 1921 w Brookline, zm. 11 sierpnia 2009 w Hyannis) – amerykańska działaczka społeczna.

## Życiorys
Była trzecią córką i zarazem piątym dzieckiem Rose i Josepha P. Kennedych. 23 maja 1953 poślubiła polityka Partii Demokratycznej Roberta Sargenta Shrivera, Jr, z którym miała pięcioro dzieci, synów: Bobby'ego (ur. 1954), Timothy'ego (ur. 1959), Marka (ur. 1964) i Anthony'ego (ur. 1965) oraz córkę Marię, dziennikarkę, która została żoną aktora i kulturysty Arnolda Schwarzeneggera.

### Działalność społeczna
Eunice Kennedy przekonała swojego ojca, aby Fundacja Josepha P. Kennedy’ego wspierała inicjatywy na rzecz osób upośledzonych umysłowo (finansowanie badań oraz budowa obiektów). W 1963 zorganizowała pierwsze półkolonie sportowe dla osób z upośledzeniem umysłowym, a pięć lat później w Chicago odbyła się pierwsza Olimpiada Specjalna. Obecnie ruch olimpiad specjalnych, który narodził się w USA i w Kanadzie w 1963, funkcjonuje w 168 krajach i zrzesza 2,5 mln sportowców.